# Szemjon Ivanovics Cseljuszkin
Szemjon Ivanovics Cseljuszkin (oroszul: Семён Иванович Челюскин) (kb. 1700–1764) orosz tengerésztiszt és felfedező. 
1735-ben a Léna torkolatától nyugatra fekvő területet bejáró expedícióban vett részt. Eredetileg Proncsiscsev vezette a kutatást, de megbetegedett, később meghalt. Ekkor már Cseljuszkin a vezető. Ezen az expedíción fedeztek fel több szigetet. Cseljuszkin ezután a Tajmir-félszigeten kutatott, s 1741-42-ben elérte a kontinens legészakibb pontját a róla elnevezett Cseljuszkin-fokot.